# ON Technology Corp.
Die On Technology Corporation ist ein ehemaliges Unternehmen, das Software für Nutzer großer EDV-Installationen erstellt hat. Die Firma war in München eingetragen.

## Geschichte
Die Firma ging ursprünglich aus der Starnberger Firma CSD GmbH und der Bostoner Firma On Technology, einem Kapital Joint Venture zwischen Bostoner Investoren und Technologieexperten aus Deutschland, hervor. Das Hauptprodukt der On Technology Corp. war das in Starnberg in den 1990er-Jahren zunächst für die Bedürfnisse der Deutschen Telekom entwickelte Software-Verteilungswerkzeug CSD Centralized Software Delivery, welches sich später zu dem Produkt CCM – Comprehensive Client Management entwickelte.
Während die Starnberger Firma Software-Verteilungsmaßnahmen und Strategien entwickelte, produzierte die On Technology Corp. zunächst eine Firewall und später ein Zeitverwaltungsprogramm, welches unter dem Namen Meeting Maker in den USA relativ erfolgreich war. Das Team von Meeting Maker wurde später unter einem separaten Investor verselbständigt. Die Firma agiert heute weiter unter dem Namen PeopleCube und vermarktet das Produkt noch heute eigenständig.
Die Aktien des Unternehmens On Technology wurden unter dem Kürzel ONTC an der New Yorker Börse NASDAQ gehandelt. Im Jahre 2003 erwarb Symantec für 100 Millionen US-Dollar die Firma ONTC. Zum Zeitpunkt der Übernahme von On Technology durch Symantec im Jahre 2003 produzierte die Firma mit etwa 200 Mitarbeitern auf dem ehemaligen CCM Framework mit iCommand CCM eines der erfolgreichsten Software- und Betriebssystem-Verteilungswerkzeuge der Welt, welches Symantec unter dem Eigennamen Symantec Live State Delivery vermarktete.
Im Jahre 2005 wurde im Zuge von Outsourcing zunächst die Softwareentwicklung in Deutschland und Boston nach Indien verlagert, dann später eingestellt und die Firma komplett aufgelöst.